# Rui Silva (calciatore 1994)
Rui Tiago Dantas da Silva (Maia, 7 febbraio 1994) è un calciatore portoghese, portiere dello Sporting Lisbona e della nazionale portoghese, con cui ha vinto la UEFA Nations League 2024-2025.

## Caratteristiche tecniche
Come portiere è abile nelle uscite alte, ma è efficente anche mantenendo la posizione in mezzo ai pali. Dotato di slancio, anche se usa bene la respinta, si è dimostrato capace anche nel bloccare la palla. Riesce a fronteggiare anche i tiri calciati su penalty, ma è in grado di parare anche le palle calciate dalla lunga distanza. Oltre a disporre di buoni riflessi e trasmettere tranquillità al reparto difensivo. Si distingue anche per l'abilità nel gioco di piedi.

## Carriera

### Club

#### Nacional
Silva ha iniziato il suo sviluppo presso il Maia prima di completarlo presso Nacional, cui è entrato a far parte nel 2012. Ha fatto il suo debutto professionale il 26 gennaio 2014 in una partita ininfluente del gruppo nella Taça da Liga a Leixões, mantenendo la porta inviolata in una vittoria per 2-0. Il suo debutto in Primeira Liga è avvenuto l'11 maggio nell'ultima gara in trasferta contro il Gil Vicente, regalando e subendo il rigore con cui Diogo Viana ha segnato l'unico gol.
Silva alla fine divenne la prima scelta per la squadra guidata da Manuel Machado, superando il brasiliano Eduardo Gottardi.

#### Granada
Il 27 gennaio 2017, Silva ha firmato un contratto di quattro anni e mezzo con il Granada, club spagnolo della Liga, in sostituzione di Oier Olazábal, diretto al Levante. Con un costo di 1,5 milioni di euro, è stato completamente inutilizzato nella sua prima stagione in cui gli andalusi sono retrocessi in Segunda División, poiché Guillermo Ochoa era titolare fisso.
Silva è rimasto la seconda scelta, questa volta dietro Javi Varas, e ha debuttato il 6 settembre 2017 nel secondo turno della Coppa del Re, sconfitta in trasferta per 3-0 contro il Real Zaragoza. Ha collezionato quattro presenze in campionato, la prima è stata una sconfitta per 0-1 contro il Rayo Vallecano il 2 dicembre, mentre il veterano spagnolo era in lutto per la morte di un membro della famiglia.
Sotto il nuovo allenatore Diego Martínez, Silva è diventato il titolare e ha perso solo due partite quando i Nazaríes sono arrivati secondi dietro all'Osasuna e hanno conseguito la promozione nella stagione 2018-2019. Gli è stato assegnato il Trofeo Zamora come miglior portiere del campionato, ed è stato anche votato come il migliore nella sua posizione. Sarà un punto fermo della squadra spagnola anche nella massima serie contribuendo alla qualificazione per l’Europa League 2020-2021.

#### Betis e Sporting Lisbona
L'11 giugno 2021 viene acquistato a parametro zero dal Betis. Nel periodo nel Betis ha dovuto dividere il ruolo di portiere titolare con il più esperto Claudio Bravo nelle sue ultime stagioni prima del proprio ritiro. Con gli andalusi ha militato per stagioni e mezzo con il club andaluso, condite dalla vittoria alla Coppa del Re, Silva ha disputato le partite vinte per 2-1 contro il Siviglia e il Rayo Vallecano oltre al successo per 4-0 contro il Real Sociedad, mentre nella finale contro il Valencia è stato schierato Bravo.
Il 14 gennaio 2025 fa ritorno in patria accasandosi allo Sporting Lisbona, con cui firma un contratto valido sino al 2028.Con la squadra vince il campionato portoghese, inoltre viene schierato come titolare contro il Benfica contribuendo alla vittoria con le proprie parate nella finale della Taça de Portugal che si è conclusa con il risultato di 3-1.

### Nazionale
Dopo avere giocato per le selezioni Under-19, 20 e 21 del Portogallo, il 24 agosto 2020 riceve la sua prima convocazione in nazionale maggiore.
Il 20 maggio 2021 viene convocato per gli europei. Il 9 giugno seguente debutta nell'amichevole pre-manifestazione vinta 4-0 contro Israele.

## Statistiche

### Presenze e reti nei club
Statistiche aggiornate al 25 maggio 2025.
| Stagione        | Squadra          | Campionato      | Campionato | Campionato | Coppe nazionali | Coppe nazionali | Coppe nazionali | Coppe continentali | Coppe continentali | Coppe continentali | Altre coppe | Altre coppe | Altre coppe | Totale | Totale |
| Stagione        | Squadra          | Comp            | Pres       | Reti       | Comp            | Pres            | Reti            | Comp               | Pres               | Reti               | Comp        | Pres        | Reti        | Pres   | Reti   |
| --------------- | ---------------- | --------------- | ---------- | ---------- | --------------- | --------------- | --------------- | ------------------ | ------------------ | ------------------ | ----------- | ----------- | ----------- | ------ | ------ |
| 2013-2014       | Nacional         | PL              | 1          | -1         | CP+CdL          | 0+1             | 0               | -                  | -                  | -                  | -           | -           | -           | 2      | -1     |
| 2014-2015       | Nacional         | PL              | 9          | -10        | CP+CdL          | 0+2             | -2              | UEL                | 0                  | 0                  | -           | -           | -           | 11     | -12    |
| 2015-2016       | Nacional         | PL              | 22         | -36        | CP+CdL          | 2+0             | -2              | -                  | -                  | -                  | -           | -           | -           | 24     | -38    |
| 2016-gen. 2017  | Nacional         | PL              | 18         | -28        | CP+CdL          | 0+0             | 0               | -                  | -                  | -                  | -           | -           | -           | 18     | -28    |
| Totale Nacional | Totale Nacional  | Totale Nacional | 50         | -75        |                 | 5               | -4              |                    | 0                  | 0                  |             | -           | -           | 55     | -79    |
| gen.-giu. 2017  | Granada          | PD              | 0          | 0          | CR              | 0               | 0               | -                  | -                  | -                  | -           | -           | -           | 0      | 0      |
| 2017-2018       | Granada          | SD              | 4          | -6         | CR              | 1               | -3              | -                  | -                  | -                  | -           | -           | -           | 5      | -9     |
| 2018-2019       | Granada          | SD              | 40         | -27        | CR              | 0               | 0               | -                  | -                  | -                  | -           | -           | -           | 40     | -27    |
| 2019-2020       | Granada          | PD              | 35         | -42        | CR              | 2               | -2              | -                  | -                  | -                  | -           | -           | -           | 37     | -44    |
| 2020-2021       | Granada          | PD              | 32         | -55        | CR              | 0               | 0               | UEL                | 14                 | -12                | -           | -           | -           | 46     | -67    |
| Totale Granada  | Totale Granada   | Totale Granada  | 111        | -130       |                 | 3               | -5              |                    | 14                 | -12                |             | -           | -           | 128    | -147   |
| 2021-2022       | Betis            | PD              | 22         | -21        | CR              | 3               | -2              | UEL                | 7                  | -11                |             | -           | -           | 32     | -34    |
| 2022-2023       | Betis            | PD              | 26         | -32        | CR              | 0               | -0              | UEL                | 2                  | -1                 | SS          | 0           | 0           | 28     | -33    |
| 2023-2024       | Betis            | PD              | 28         | -36        | CR              | 3               | -3              | UEL+UECL           | 4+2                | -5 + -2            | -           | -           | -           | 37     | -46    |
| 2024-gen. 2025  | Betis            | PD              | 15         | -18        | CR              | 0               | 0               | UCL                | 2                  | 0                  | -           | -           | -           | 17     | -18    |
| Totale Betis    | Totale Betis     | Totale Betis    | 91         | -107       |                 | 6               | -5              |                    | 17                 | -19                |             | 0           | 0           | 114    | -131   |
| gen.-giu. 2025  | Sporting Lisbona | PL              | 17         | -13        | CP+CdL          | 4+0             | -1              | UCL                | 2                  | -3                 | -           | -           | -           | 23     | -17    |
| Totale carriera | Totale carriera  | Totale carriera | 269        | -325       |                 | 18              | -15             |                    | 33                 | -34                |             | -           | -           | 320    | -374   |

### Cronologia presenze e reti in nazionale
| Cronologia completa delle presenze e delle reti in nazionale ― Portogallo | Cronologia completa delle presenze e delle reti in nazionale ― Portogallo | Cronologia completa delle presenze e delle reti in nazionale ― Portogallo | Cronologia completa delle presenze e delle reti in nazionale ― Portogallo | Cronologia completa delle presenze e delle reti in nazionale ― Portogallo | Cronologia completa delle presenze e delle reti in nazionale ― Portogallo | Cronologia completa delle presenze e delle reti in nazionale ― Portogallo | Cronologia completa delle presenze e delle reti in nazionale ― Portogallo |
| Data                                                                      | Città                                                                     | In casa                                                                   | Risultato                                                                 | Ospiti                                                                    | Competizione                                                              | Reti                                                                      | Note                                                                      |
| ------------------------------------------------------------------------- | ------------------------------------------------------------------------- | ------------------------------------------------------------------------- | ------------------------------------------------------------------------- | ------------------------------------------------------------------------- | ------------------------------------------------------------------------- | ------------------------------------------------------------------------- | ------------------------------------------------------------------------- |
| 9-6-2021                                                                  | Lisbona                                                                   | Portogallo                                                                | 4 – 0                                                                     | Israele                                                                   | Amichevole                                                                | -                                                                         |                                                                           |
| Totale                                                                    |                                                                           | Presenze                                                                  | 1                                                                         |                                                                           | Reti                                                                      | 0                                                                         |                                                                           |

## Palmarès

### Competizioni nazionali
- Coppa di Spagna: 1

Betis: 2021-2022
- Campionato portoghese: 1

Sporting Lisbona: 2024-2025
- Coppa del Portogallo: 1

Sporting Lisbona: 2024-2025

### Nazionale
- UEFA Nations League: 1

2024-2025